# Nordycka Grupa Bojowa
Nordycka Grupa Bojowa – jedna z 15 grup szybkiego reagowania stworzona dla Unii Europejskiej. Do grupy tej należą: Szwecja, Finlandia, Norwegia, Irlandia, Estonia, Łotwa oraz Litwa. Należy do niej 2800 żołnierzy.

## Zaangażowanie poszczególnych państw
- Szwecja – 1900 żołnierzy
- Finlandia – 60 żołnierzy
- Norwegia – 50 żołnierzy
- Irlandia – 170 żołnierzy
- Estonia – 50 żołnierzy
- Łotwa – 150 żołnierzy
- Litwa – 50 żołnierzy

Kraje członkowskie (2015)

Dowódcą jest gen. Karl Engelbrektson.